# Эзкан, Габриэль
Габриэ́ль Э́зкан (швед. Gabriel Özkan; род. 23 мая 1986, Стокгольм) — шведский футболист ассирийского происхождения, полузащитник. Выступал в чемпионате Швеции за «Броммапойкарну» и АИК.

## Клубная карьера
Футболом начинал заниматься с семи лет в клубе «Интер Орхой». В 1999 году перешёл в школу «Броммапойкарны». В 2001 и 2002 годах в составе юношеской команды клуба дважды становился чемпионом Швеции. В 2004 году Габриэль начал привлекаться к играм взрослой команды. За основной состав «Броммапойкарны» дебютировал 18 апреля в матче первого тура Суперэттана с «Фалькенбергом», выйдя после перерыва вместо Юхана Теймура. Довольно быстро молодой полузащитник завоевал место на поле, сыграв в первом для себя сезоне на профессиональном уровне восемнадцать игр. Летом 2006 года Габриэль перебрался в другой стокгольмский клуб АИК, представляющий высшую шведскую лигу Алльсвенскан. Первый матч в чемпионате за новую команду провёл 15 июля с «Мальмё». На 71-й минуте он заменил Кенни Пейви, а в добавленное время забил свой первый мяч и тем самым спас свою команду от разгрома. 14 февраля 2007 года во время товарищеского матча с «Сундсваллем» в рамках предсезонной подготовки Габриэль повредил заднюю поверхность бедра, что вывело его из строя на три месяца. В 2009 году вместе с командой он стал чемпионом Швеции и выиграл национальный кубок. 29 января 2010 года ему была сделана операция, восстановившись от которой он вернулся на поле, но играл редко, в основном выходя на замены. 14 августа Габриэль впервые после травмы вышел в стартовом составе, но уже на 25-й минуте после столкновения с игроком «ГАИС» Ричардом Экунде был вынужден покинуть поле, уступив место Антонио Флавио. Обследование выявило травму связок, и до конца года Эзкан на поле больше не появился. Перед началом нового сезона Габриэль вновь получил травму и ему была сделана очередная операция на ноге. Вновь появился на поле он лишь 31 июля 2011 года в матче с «Эльфсборгом», на 65-й минуте заменив Даниэля Густавссона.

## Карьера в сборной
Выступал за юношеские и молодёжные сборные Швеции всех возрастов. 9 октября 2004 года дебютировал за сборную Швеции, составленную из футболистов не старше 19 лет, в матче первого квалификационного раунда юношеского чемпионата Европы по футболу 2005 года со сборной Румынии, завершившейся победой 2:1. В 2006 году был призван в состав молодёжной сборной Швеции, первый матч за которую сыграл 14 ноября со сборной Франции. В 2009 году участвовал в молодёжном чемпионате Европы 2009 года, проходившем в Швеции. Молодёжная сборная Швеции дошла до полуфинала турнира, где в серии послематчевых пенальти уступила Англии.

## Достижения
АИК
- Чемпион Швеции: 2009
- Серебряный призёр чемпионата Швеции: 2006
- Обладатель Кубка Швеции: 2009
- Обладатель Суперкубка Швеции: 2010

 Молодёжная сборная Швеции
- Бронзовый призёр молодёжного чемпионата Европы: 2009